# Меррілл (Вісконсин)
Меррілл (англ. Merrill) — місто (англ. city) в США, в окрузі Лінкольн штату Вісконсин. Населення — 9347 осіб (2020).

## Географія
Меррілл розташований за координатами 45°10′50″ пн. ш. 89°42′9″ зх. д. / 45.18056° пн. ш. 89.70250° зх. д. (45.180614, -89.702505).  За даними Бюро перепису населення США в 2010 році місто мало площу 20,21 км², з яких 18,74 км² — суходіл та 1,47 км² — водойми.

## Демографія
Згідно з переписом 2010 року, у місті мешкала 9661 особа в 4175 домогосподарствах у складі 2516 родин. Густота населення становила 478 осіб/км².  Було 4619 помешкань (229/км²).
Расовий склад населення:
| - 96,3 % — білих - 0,6 % — азіатів - 0,5 % — чорних або афроамериканців - 0,4 % — корінних американців |

До двох чи більше рас належало 1,2 %. Частка іспаномовних становила 2,0 % від усіх жителів.
За віковим діапазоном населення розподілялося таким чином: 23,9 % — особи молодші 18 років, 56,7 % — особи у віці 18—64 років, 19,4 % — особи у віці 65 років та старші. Медіана віку мешканця становила 40,4 року. На 100 осіб жіночої статі у місті припадало 91,0 чоловіків;  на 100 жінок у віці від 18 років та старших — 86,8 чоловіків також старших 18 років.
Середній дохід на одне домашнє господарство  становив 53 129 доларів США (медіана — 41 130), а середній дохід на одну сім'ю — 64 391 долар (медіана — 54 795). Медіана доходів становила 37 892 долари для чоловіків та 31 077 доларів для жінок. За межею бідності перебувало 15,8 % осіб, у тому числі 21,5 % дітей у віці до 18 років та 9,1 % осіб у віці 65 років та старших.
Цивільне працевлаштоване населення становило 4646 осіб. Основні галузі зайнятості: виробництво — 24,0 %, освіта, охорона здоров'я та соціальна допомога — 18,8 %, роздрібна торгівля — 13,4 %, фінанси, страхування та нерухомість — 11,7 %.